# Sebastian Korda
Pour les articles homonymes, voir Korda.
Sebastian Korda, né le 5 juillet 2000 à Bradenton, est un joueur de tennis américain d'origine tchèque, professionnel depuis 2018.
Il est le fils de Regina Kordová et Petr Korda, tous deux anciens joueurs de tennis tchèques, et le frère des joueuses de golf professionnelles Jessica et Nelly Korda.

## Carrière

### Parcours junior
En 2017, Sebastian Korda est finaliste du tournoi junior de l'Easter Bowl et remporte cinq tournois en double dont l'Abierto Juvenil à Mexico avec le Colombien Nicolas Mejia. En 2018, il remporte l'Open d'Australie en simple garçons en battant en finale le Taïwanais Tseng Chun-hsin (7-66, 6-4), vingt ans après la victoire de son père en simple messieurs. Il devient no 1 mondial à l'issue du tournoi.

### 2019-2020: début dans le circuit ATP

#### 2019: 2 finales en Challenger
En 2019, il dispute les finales des tournois Challenger de Nour-Soultan et de Champaign.

#### 2020: huitième de finale pour une1reparticipation aux Internationaux de France
L'année d'après, il se qualifie pour le tableau principal de Roland-Garros où il atteint les huitièmes de finale en battant Andreas Seppi, John Isner et Pedro Martínez. Il est battu par Rafael Nadal (6-1, 6-1, 6-2).
Début novembre, il remporte son premier tournoi Challenger à Eckental.

### 2021:1ertitre en ATP 250
En début d'année, il renonce aux qualifications de l'Open d'Australie pour disputer le tournoi de Delray Beach. Il atteint la finale après avoir battu John Isner en quart. Il s'incline contre Hubert Hurkacz (3-6, 3-6). Il s'adjuge dans la foulée son deuxième tournoi Challenger à Quimper, marquant ainsi son entrée dans le top 100. En mars, au Masters 1000 de Miami, Korda rejoint les quarts de finale après des victoires notables sur Fabio Fognini, Aslan Karatsev et Diego Schwartzman. Il finit par s'incliner contre le Russe Andrey Rublev à l'issue de deux sets accrochés (5-7, 6-77), passant à quelques points de renverser le second set. En mai, il remporte son premier tournoi ATP à Parme et intègre le top 50.
Après un Roland Garros décevant, où il se fait surprendre par l'Espagnol Pedro Martínez dès le premier tour, Korda atteint la deuxième semaine à Wimbledon, après avoir notamment écarté Alex de Minaur et Daniel Evans, tous deux en quatre sets. Il bute ensuite sur le Russe Karen Khachanov après un long combat remporté 10-8 au cinquième par Khachanov. 
À la fin de la saison, l'Américain fait belle figure lors du Masters des moins de 21 ans, dans lequel il officie en tant que quatrième meilleur joueur. Il tient son rang en s'extirpant de sa poule, puis se qualifie pour la finale où il est vaincu par l'Espagnol Carlos Alcaraz, révélation de cette saison.

### 2022: deux finales perdues sur le circuit ATP
À l'Open d'Australie 2022, Korda réussit parfaitement son entrée en lice, éliminant la tête de série no 12 Cameron Norrie en trois petits sets (6-3, 6-0, 6-4). Il confirme au tour suivant, en se débarrassant cette fois plus difficilement du Français Corentin Moutet, après un rude combat en cinq sets, conclu au tie-break du cinquième (3-6, 6-4, 6-72, 7-5, 710-66). Il s'arrête au troisième tour, battu par l'Espagnol Roberto Bautista-Agut en quatre sets (4-6, 5-7, 7-66, 3-6).
Korda réitère lors du Grand Chelem parisien, après avoir franchi les premiers tours sans encombre. Il y est battu par le 6e joueur mondial Carlos Alcaraz (4-6, 4-6, 2-6). Il a alors comme entraîneur ponctuel Radek Štěpánek, qui devient son entraîneur à plein temps après l'US Open. Štěpánek, entraîné par Petr Korda durant sa carrière de joueur, connaît Sebastian Korda depuis son enfance.
En fin d'année 2022, il atteint la finale du tournoi d'Anvers en battant à la suite son compatriote Marcos Giron, le Russe Karen Khachanov, le Japonais Yoshihito Nishioka et l'ancien numéro trois mondial Dominic Thiem. Il s'incline en finale contre le Canadien Félix Auger-Aliassime (3-6, 4-6). Cette finale intervient seulement une semaine après qu'il a atteint la finale de l'Open de Gijón en Espagne. En finale de ce tournoi, il ne fait pas le poids contre le Russe Andrey Rublev, qui le domine sur le score de 6-2, 6-3.

### 2023: bonne tournée australienne et demi-finale à Shanghai
Dès le début de l'année 2023, il parvient en finale d'Adélaïde 1 en éliminant l'ancien numéro un mondial Andy Murray, l'Espagnol Roberto Bautista-Agut, le numéro quinze mondial Jannik Sinner et le Japonais Yoshihito Nishioka. Il tombe en finale face au numéro cinq mondial, le Serbe Novak Djokovic, futur vainqueur de l'Open d'Australie quelques semaines plus tard, en trois sets serrés et en loupant une balle de match (7-6, 6-7, 4-6).
Quelques semaines plus tard, il élimine le Chilien Cristian Garín (6-4, 1-6, 6-3, 6-2) puis le Japonais Yosuke Watanuki (6-2, 7-5, 6-4) pour égaler sa meilleure performance jusqu'alors dans le Grand Chelem australien. Il réussit la prouesse de sortir l'ancien finaliste et numéro un mondial Daniil Medvedev en trois sets (7-6, 6-3, 7-6) puis élimine le Polonais Hubert Hurkacz en cinq manches (3-6, 6-3, 6-2, 1-6, 7-6) pour rejoindre les quarts de finale. Son parcours est arrêté contre le Russe Karen Khachanov contre qui il abandonne (6-7, 3-6, 0-3 ab.).
Fin juin, il atteint les demi-finales au tournoi du Queen's, éliminant le local Daniel Evans (6-4, 7-5), son compatriote Frances Tiafoe, dixième mondial et tout récent vainqueur de Stuttgart (7-6, 6-3) ainsi que le Britannique Cameron Norrie, demi-finaliste l'année précédente à Wimbledon (6-4, 7-6). Il tombe aux portes de la finale contre l'Espagnol Carlos Alcaraz, numéro deux mondial (3-6, 4-6). Il rejoint sa deuxième finale de l'année à Astana début octobre où il s'était auparavant défait difficilement d'Alexei Popyrin (7-6, 6-7, 6-4), du Portugais Nuno Borges (6-4, 7-6), de la tête de série numéro une Tallon Griekspoor (6-4, 4-6, 6-3) et du jeune Hamad Medjedovic en trois tie-breaks (6-7, 7-6, 7-6). Il s'incline, comme lors de ses cinq dernières finales disputées, face au Français Adrian Mannarino (6-4, 3-6, 2-6).
Il dispute le Masters 1000 de Shanghai début octobre et bat d'abord l'invité Bu Yunchaokete (6-1, 6-4) puis remporte sa plus belle victoire contre le Russe Daniil Medvedev, numéro trois mondial comme à l'Open d'Australie (7-6, 6-2). Après d'autres victoires sur Francisco Cerúndolo (7-5, 7-6) et sur son jeune compatriote Ben Shelton (6-7, 6-2, 7-6), récent demi-finaliste à l'US Open, il parvient pour la première fois en demi-finale de Masters 1000. Il s'incline alors contre le futur vainqueur, le Polonais Hubert Hurkacz (3-6, 4-6).

### 2024: 2etitre ATP à Washington, demi-finale à l'Open du Canada et finale à Bois-Le-Duc
Il perd mi-juin sa sixième finale consécutive, la première sur gazon à Bois-Le-Duc contre l'Australien Alex de Minaur (2-6, 4-6), neuvième joueur mondial. Il n'avait concédé aucun set lors de ce tournoi, sortant successivement l'Australien qualifié Tristan Schoolkate (6-4, 7-6), l'Italien Luca Nardi (7-5, 7-5), son compatriote tête de série numéro deux Tommy Paul (6-4, 6-2) et le tenant du titre local Tallon Griekspoor sur le score inverse (6-2, 6-4). Il confirme son regain de forme sur cette surface la semaine suivante, se défaisant du Russe Karen Khachanov (7-5, 7-6), du Bulgare Grigor Dimitrov (6-4, 3-6, 7-5), ancien demi-finaliste à Wimbledon et dixième mondial (sa première victoire sur un Top 10 de la saison) et renverse la surprise qualifiée Australienne Rinky Hijikata (6-7, 6-3, 6-4). Il tombe en demi-finale contre Tommy Paul qui prend ainsi sa revanche de la semaine passée (4-6, 6-7).
Il s'envole début août pour son pays natal et y dispute le tournoi de Washington. Commençant tranquillement par une victoire sur le Chilien Cristian Garín (6-3, 6-2), il renverse difficilement un premier Australien, Thanasi Kokkinakis (6-7, 7-5, 3-2 ab.) avant de dominer plus facilement un deuxième, Jordan Thompson, finaliste quelques jours avant à Atlanta (6-4, 6-2). Il efface son compatriote Frances Tiafoe (6-4, 6-4) pour disputer sa neuvième finale sur le circuit contre un Italien, Flavio Cobolli qui dispute sa première finale en carrière. Il voit son adversaire mener puis s'effondrer (4-6, 6-2, 6-0) et remporte ainsi son deuxième titre ATP, le premier sur dur et le premier depuis trois ans. Il remporte le tournoi de Washington, 32 ans après son père.
Il parvient à enchaîner lors de l'Open du Canada, d'abord grâce à l'abandon prématuré de l'invité Vasek Pospisil (2-1 ab.) puis en battant Taylor Fritz (6-4, 7-6), tête de série numéro neuf (6-4, 7-6). L'abandon de Casper Ruud lui offre un peu de repos pour sortir la tête de série numéro deux Alexander Zverev (7-6, 1-6, 6-4) et accéder ainsi à sa première demi-finale en Masters 1000. Jouant un autre joueur non tête de série, l'Australien Alexei Popyrin, il ne saisit pas l'occasion et s'incline (6-7, 3-6) à ce stade. Ereinté, il sort dès le premier tour, comme l'année passée à Cincinnati contre l'ancien Top 10 Espagnol Pablo Carreño Busta (5-7, 1-6). Il remporte largement son match contre le Français Corentin Moutet au premier tour de l'US Open (7-6, 6-1, 6-0) mais se voir surprendre par le Tchèque Tomáš Macháč qui vient de tout juste gagner son premier match dans le tournoi américain (4-6, 2-6, 4-6).

### 2025. 10efinale en carrière à Adelaïde et quart de finale à Miami
Il revient en finale début janvier à Adelaïde sans encombre, éliminant l'Espagnol Alejandro Davidovich Fokina (6-3, 6-3) et le Serbe Miomir Kecmanovic (6-3, 7-64), profitant également du forfait du local Thanasi Kokkinakis, ancien vainqueur. Il doit néanmoins s'incliner devant le Canadien Félix Auger-Aliassime, ancien numéro six mondial (3-6, 6-3, 1-6).
Il rallie pour la deuxième fois de sa carrière les quarts de finale à Miami, sortant son compatriote invité Eliot Spizzirri (6-4, 6-2), le Grecque Stéfanos Tsitsipás (7-64, 6-3), sa première victoire de la saison sur un Top 10, puis le vétéran Gaël Monfils (6-4, 2-6, 6-4) dans un match longtemps interrompu par la pluie. Il cède comme il y a quatre ans à ce stade contre la légende Novak Djokovic (3-6, 64-7).

## Palmarès

### Titres en simple messieurs
| No | Date       | Nom et lieu du tournoi            | Catégorie | Dotation    | Surface      | Finaliste        | Score         |          |
| -- | ---------- | --------------------------------- | --------- | ----------- | ------------ | ---------------- | ------------- | -------- |
| 1  | 23-05-2021 | Emilia-Romagna Open, Parme        | ATP 250   | 480 000 €   | Terre (ext.) | Marco Cecchinato | 6-2, 6-4      | Parcours |
| 2  | 29-07-2024 | Mubadala Citi DC Open, Washington | ATP 500   | 2 100 230 $ | Dur (ext.)   | Flavio Cobolli   | 4-6, 6-2, 6-0 | Parcours |

### Finales en simple messieurs
| No | Date       | Nom et lieu du tournoi                          | Catégorie       | Dotation    | Surface      | Vainqueur             | Score           |          |
| -- | ---------- | ----------------------------------------------- | --------------- | ----------- | ------------ | --------------------- | --------------- | -------- |
| 1  | 07-01-2021 | Delray Beach Open by VITACOST.com, Delray Beach | ATP 250         | 349 530 $   | Dur (ext.)   | Hubert Hurkacz        | 6-3, 6-3        | Parcours |
| -  | 13-11-2021 | Next Gen ATP Finals, Milan                      | Next Gen Finals | 1 300 000 $ | Dur (int.)   | Carlos Alcaraz        | 4-35, 4-2, 4-2  | Parcours |
| 2  | 10-10-2022 | Gijon Open, Gijón                               | ATP 250         | 612 000 €   | Dur (int.)   | Andrey Rublev         | 6-2, 6-3        | Parcours |
| 3  | 17-10-2022 | European Open, Anvers                           | ATP 250         | 648 130 €   | Dur (int.)   | Félix Auger-Aliassime | 6-3, 6-4        | Parcours |
| 4  | 01-01-2023 | Adelaide International 1, Adélaïde              | ATP 250         | 642 735 $   | Dur (ext.)   | Novak Djokovic        | 68-7, 7-63, 6-4 | Parcours |
| 5  | 27-09-2023 | Astana Open, Astana                             | ATP 250         | 1 017 850 $ | Dur (int.)   | Adrian Mannarino      | 4-6, 6-3, 6-2   | Parcours |
| 6  | 10-06-2024 | Libéma Open, Bois-le-Duc                        | ATP 250         | 690 135 €   | Gazon (ext.) | Alex de Minaur        | 6-2, 6-4        | Parcours |
| 7  | 06-01-2025 | Adelaide International, Adélaïde                | ATP 250         | 680 140 $   | Dur (ext.)   | Félix Auger-Aliassime | 6-3, 3-6, 6-1   | Parcours |

### Titre en double messieurs
| No | Date       | Nom et lieu du tournoi   | Catégorie    | Dotation    | Surface      | Partenaire      | Finalistes                | Score     |          |
| -- | ---------- | ------------------------ | ------------ | ----------- | ------------ | --------------- | ------------------------- | --------- | -------- |
| 1  | 24-04-2024 | Mutua Madrid Open Madrid | Masters 1000 | 7 877 020 € | Terre (ext.) | Jordan Thompson | Ariel Behar Adam Pavlásek | 6-3, 7-67 | Parcours |

### Finale en double messieurs
| No | Date       | Nom et lieu du tournoi        | Catégorie    | Dotation    | Surface    | Vainqueurs                 | Partenaire      | Score    |          |
| -- | ---------- | ----------------------------- | ------------ | ----------- | ---------- | -------------------------- | --------------- | -------- | -------- |
| 1  | 05-03-2025 | BNP Paribas Open Indian Wells | Masters 1000 | 9 693 540 $ | Dur (ext.) | Marcelo Arévalo Mate Pavić | Jordan Thompson | 6-3, 6-4 | Parcours |

## Parcours dans les tournois duGrand Chelem

### En simple
| Année | Open d'Australie | Open d'Australie    | Internationaux de France | Internationaux de France | Wimbledon       | Wimbledon            | US Open         | US Open              |
| ----- | ---------------- | ------------------- | ------------------------ | ------------------------ | --------------- | -------------------- | --------------- | -------------------- |
| 2020  | —                | —                   | 1/8 de finale            | Rafael Nadal             | Annulé          | Annulé               | 1er tour (1/64) | Denis Shapovalov     |
| 2021  | —                | —                   | 1er tour (1/64)          | Pedro Martínez           | 1/8 de finale   | Karen Khachanov      | 1er tour (1/64) | Nikoloz Basilashvili |
| 2022  | 3e tour (1/16)   | Pablo Carreño Busta | 3e tour (1/16)           | Carlos Alcaraz           | —               | —                    | 2e tour (1/32)  | Tommy Paul           |
| 2023  | 1/4 de finale    | Karen Khachanov     | 2e tour (1/32)           | Sebastian Ofner          | 1er tour (1/64) | Jiří Veselý          | 1er tour (1/64) | Márton Fucsovics     |
| 2024  | 3e tour (1/16)   | Andrey Rublev       | 3e tour (1/16)           | Carlos Alcaraz           | 1er tour (1/64) | G. Mpetshi Perricard | 2e tour (1/32)  | Tomáš Macháč         |
| 2025  | 2e tour (1/32)   | Aleksandar Vukic    | 3e tour (1/16)           | Frances Tiafoe           | —               | —                    |                 |                      |

N.B. : à droite du résultat se trouve le nom de l'ultime adversaire.

## Parcours dans lesMasters 1000
| Année | Indian Wells        | Miami                     | Monte-Carlo            | Madrid              | Rome                      | Canada                | Cincinnati             | Shanghai              | Paris                     |
| ----- | ------------------- | ------------------------- | ---------------------- | ------------------- | ------------------------- | --------------------- | ---------------------- | --------------------- | ------------------------- |
| 2020  | n.o.                | n.o.                      | n.o.                   | n.o.                | —                         | n.o.                  | 1er tour E. Ruusuvuori | n.o.                  | —                         |
| 2021  | 2e tour F. Tiafoe   | 1/4 de finale A. Rublev   | —                      | —                   | —                         | —                     | 2e tour S. Tsitsipás   | n.o.                  | 1/8 de finale D. Medvedev |
| 2022  | 2e tour R. Nadal    | 3e tour M. Kecmanović     | 1/8 de finale T. Fritz | 2e tour L. Musetti  | 1er tour v. d. Zandschulp | —                     | 1/8 de finale J. Isner | n.o.                  | 1er tour A. de Minaur     |
| 2023  | —                   | —                         | —                      | 2e tour H. Grenier  | 2e tour R. Safiullin      | 2e tour A. Vukic      | 1er tour B. Ćorić      | 1/2 finale H. Hurkacz | 1er tour H. Hurkacz       |
| 2024  | 3e tour D. Medvedev | 3e tour H. Hurkacz        | 2e tour J. Sinner      | 3e tour D. Medvedev | 3e tour T. Fritz          | 1/2 finale A. Popyrin | 1er tour P. Carreño    | —                     | —                         |
| 2025  | 2e tour G. Monfils  | 1/4 de finale N. Djokovic | 1er tour J. Lehečka    | 3e tour C. Ruud     | 3e tour J. Munar          | —                     | —                      |                       |                           |

N.B. : sous le résultat se trouve le nom de l’ultime adversaire.

## Victoires sur le top 10
Toutes ses victoires sur des joueurs classés dans le top 10 de l'ATP lors de la rencontre.
| Légende      |
| Grand Chelem |
| Masters 1000 |
| ATP 500      |
| ATP 250      |
| Coupe Davis  |

| # | S.K   | Tournoi          | Année | Surface      | Adversaire            | Rang  | Tour | Score           |
| - | ----- | ---------------- | ----- | ------------ | --------------------- | ----- | ---- | --------------- |
| 1 | no 87 | Miami            | 2021  | Dur          | Diego Schwartzman     | no 9  | 1/8  | 6-3, 4-6, 7-5   |
| 2 | no 52 | Halle            | 2021  | Gazon        | Roberto Bautista-Agut | no 10 | 1/16 | 6-3, 7-60       |
| 3 | no 37 | Estoril          | 2022  | Terre battue | Félix Auger-Aliassime | no 10 | 1/4  | 6-2, 6-2        |
| 4 | no 31 | Open d'Australie | 2023  | Dur          | Daniil Medvedev       | no 8  | 1/16 | 7-67, 6-3, 7-64 |
| 5 | no 32 | Queen's          | 2023  | Gazon        | Frances Tiafoe        | no 10 | 1/8  | 7-62, 6-3       |
| 6 | no 26 | Shanghai         | 2023  | Dur          | Daniil Medvedev       | no 3  | 1/16 | 7-68, 6-2       |
| 7 | no 23 | Queen's          | 2024  | Gazon        | Grigor Dimitrov       | no 10 | 1/8  | 6-4, 3-6, 7-5   |
| 8 | no 18 | Montreal         | 2024  | Dur          | Alexander Zverev      | no 4  | 1/4  | 7-61, 1-6, 6-4  |
| 9 | no 25 | Miami            | 2025  | Dur          | Stéfanos Tsitsipás    | no 10 | 1/16 | 7-64, 6-3       |

## Classements ATP en fin de saison
| Année          | 2016 | 2017 | 2018 | 2019 | 2020 | 2021 | 2022 | 2023 | 2024 |
| Rang en simple | 1862 | 843  | 590  | 249  | 118  | 41   | 33   | 24   | 22   |
| Rang en double | –    | –    | 637  | 555  | 327  | 189  | 411  | 340  | 67   |

Source : (en) Classements de Sebastian Korda sur le site officiel de la Fédération internationale de tennis